# الجمعية الأمريكية للأدب المقارن
الجمعية الأمريكية للأدب المقارن وهي جمعية تعليمية من حيث المبدأ تأسست في الولايات المتحدة الأمريكية للباحثين العاملين في عدة مجالات أدبية وثقافية. تأسست سنة 1960 مؤلفة من أكثر من ألف عضو وكانت تابعة لمنظمات عدو مثل جمعية اللغة الحديثة والمجلس الأمريكي للجمعيات التعليمية